# José Paulino de Figueiredo
José Paulino de Figueiredo (? — ?) foi um político brasileiro.
Foi presidente das províncias da Paraíba, de 9 de março a 24 de abril de 1877 e de 1 de março a 11 de março de 1878.